# Corpen Aike (departamento)
Corpen Aike é um departamento da Argentina, localizado na província de Santa Cruz.